# Shuckburgh (cratère)
Pour les articles homonymes, voir Shuckburgh.
Shuckburgh est un cratère situé sur la face visible de la lune.
Son nom vient de l'astronome, mathématicien et politique George Shuckburgh-Evelyn.